# Komet Pons-Winnecke
Komet Pons-Winnecke (uradna oznaka je 7P/Pons-Winnecke) je periodični komet z obhodno dobo 6,37 let. Pripada Jupitrovi družini kometov.

## Odkritje
Najprej ga je odkril francoski astronom Jean-Louis Pons (1761–1831) 12. junija 1819. Ponovno ga je odkril nemški astronom Friedrich August Theodor Winnecke 9. marca 1858. Verjetno je ta komet starševsko telo za meteorski roj junijski Bootidi, ki se pojavljajo na koncu junija.

## Značilnosti
Komet ima jedro veliko približno 2,6 km. Njegova obhodna doba je 6,37 let. prisončje ima na razdalji 1,3 a.e., odsončje pa na razdalji 5,6 a.e.. Mimo Zemlje je letel na razdalji 0.04 a.e. (6 Gm) v juniju 1927 in na razdalji 0,04 a.e. (16 Gm) leta 1939.